# Wastang

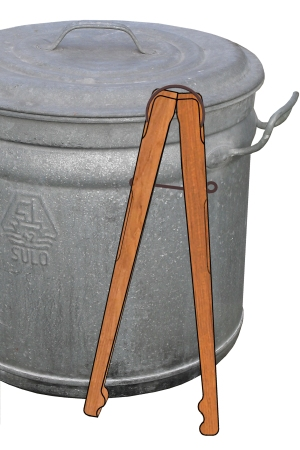
Wastang bij wasketel

Een wastang is een hulpmiddel om het wasgoed uit het hete sop van een wasketel, wastobbe of oude wasmachine (zonder centrifuge) te halen zonder de handen te branden.

## Onderdelen
Een wastang bestaat uit twee scharnierende houten poten die in ruststand door een veer bovenaan uiteen worden gehouden. Een ijzeren stangetje zorgt ervoor dat de poten niet te ver uit elkaar kunnen. Onderaan de poten zitten als puzzelstukjes in elkaar passende uitstulpingen die verhinderen dat de was uit de tang glijdt.

## Geschiedenis
De wastang werd tot in de jaren vijftig/zestig van de twintigste eeuw gebruikt, toen de opkomst van de moderne wasmachine met centrifuge het handmatig wassen in tobbe of wasketel verdrong. Ook bij de ouderwetse bovenlader met verticale as werd de tang nog wel gebruikt.